# بورگدورف، سوئیس
شهر بورگدورف  در بخش بورگدورف در ایالت برن در کشور سوئیس واقع شده‌است که ۱۴٬۶۰۰ نفر جمعیت دارد.

## نگارخانه

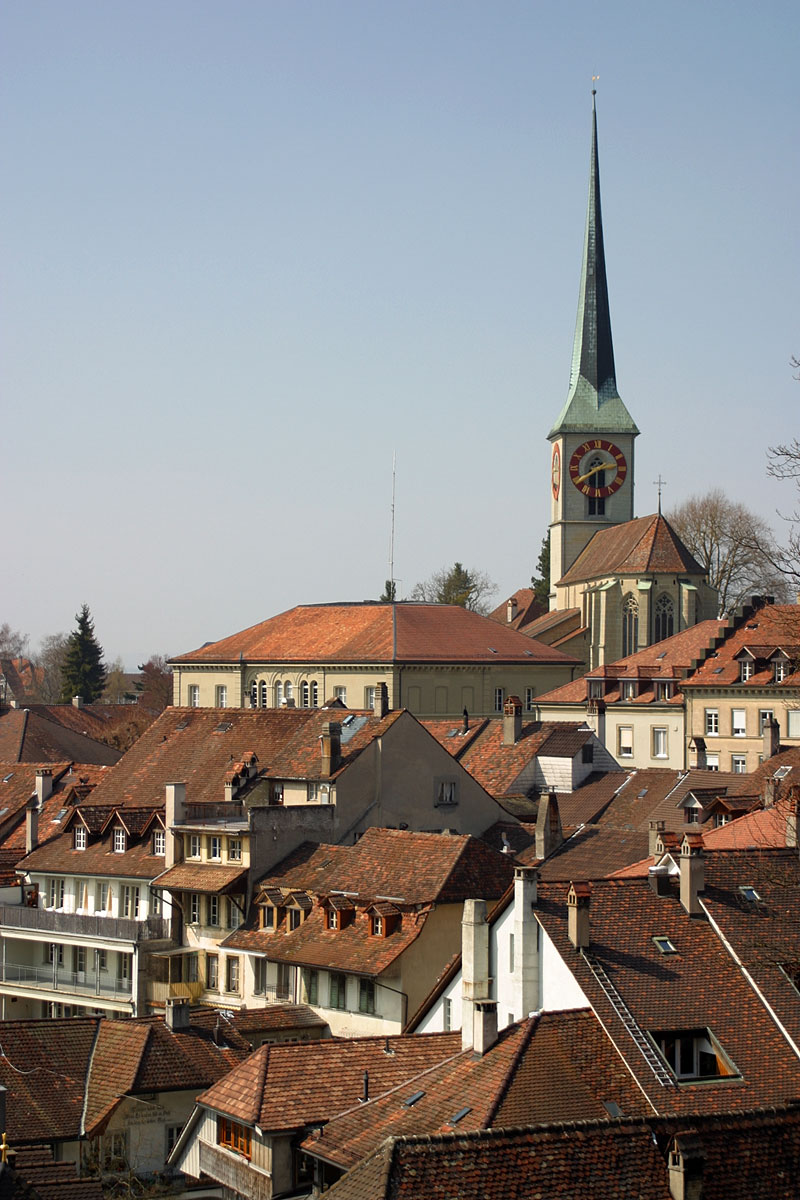
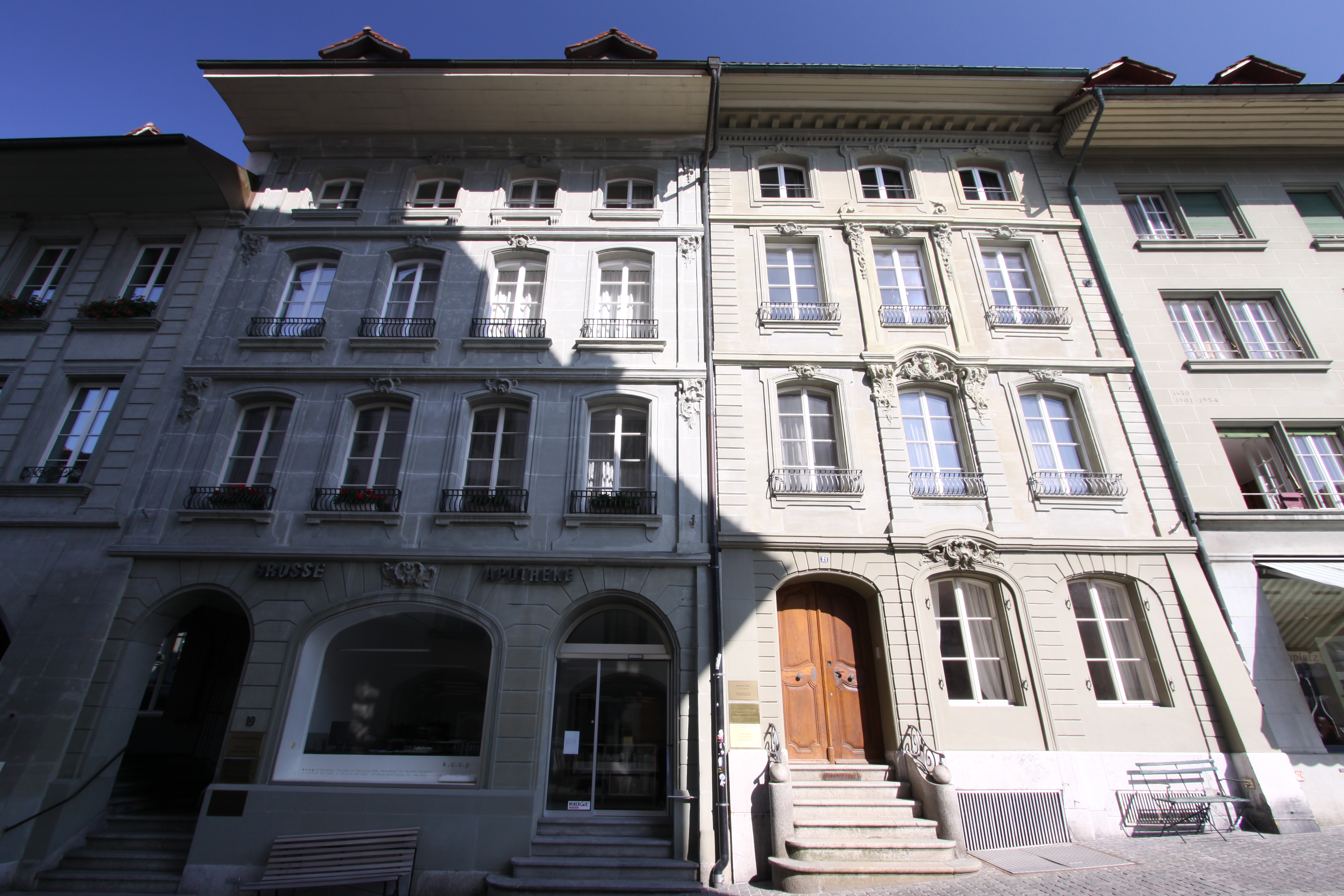
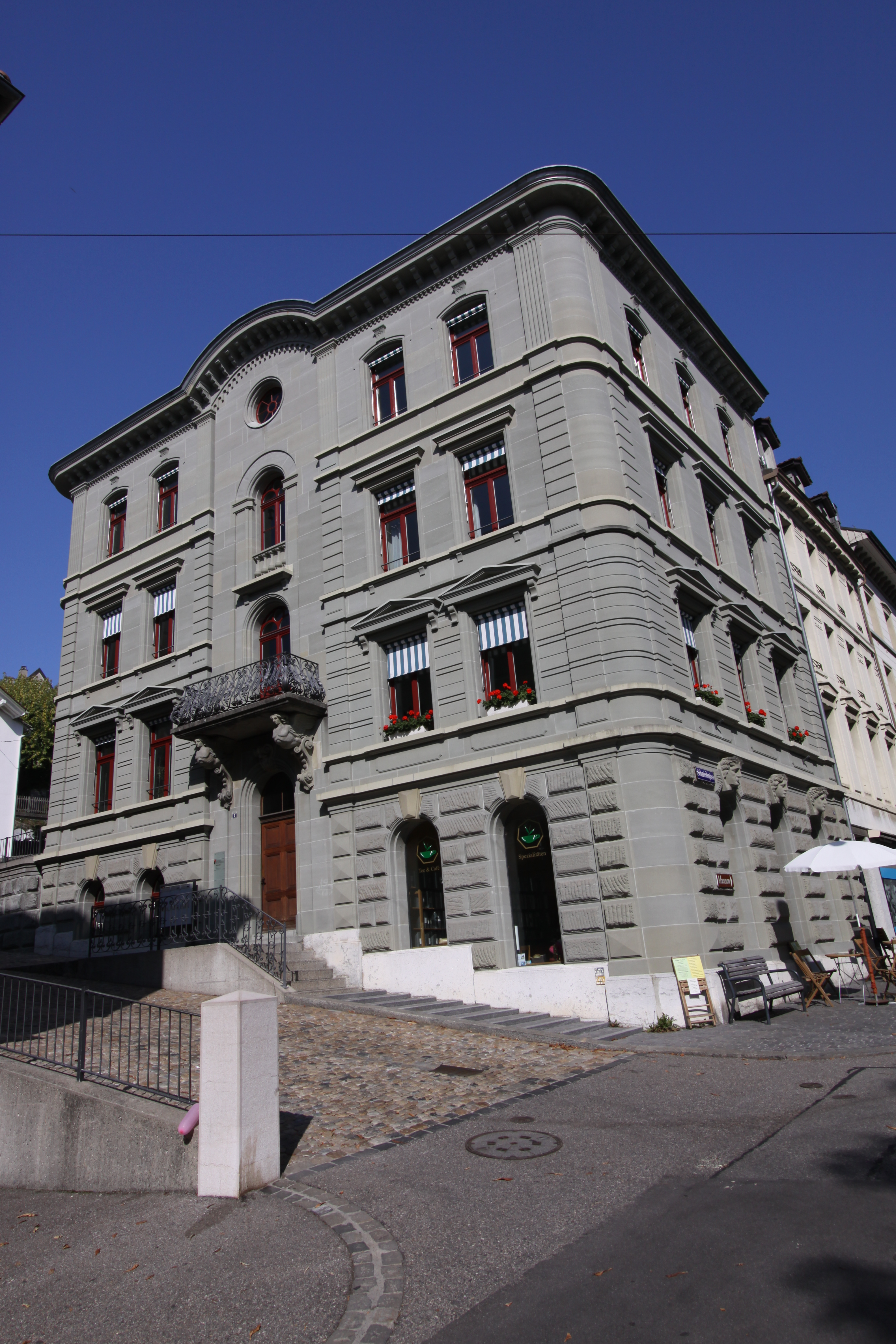
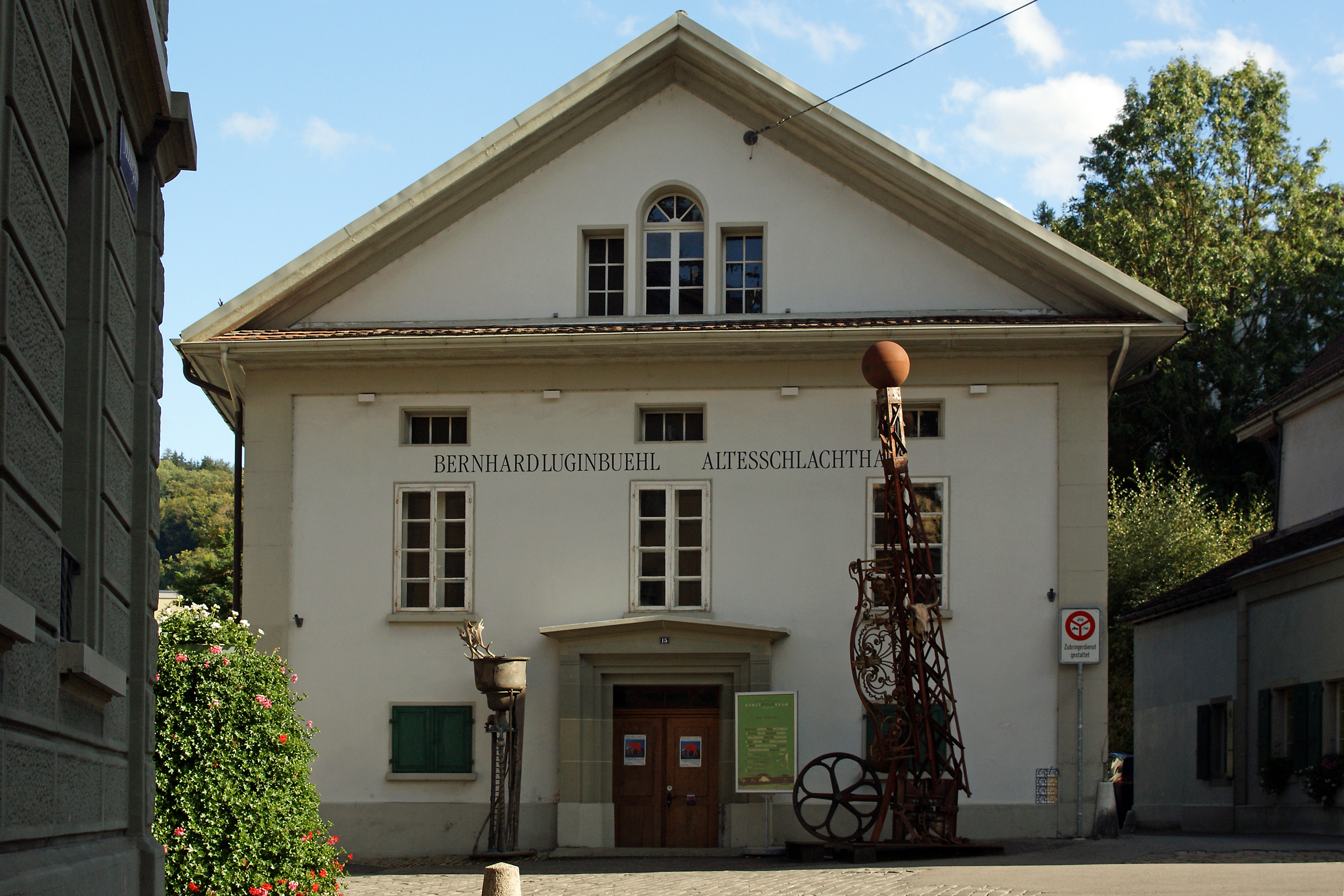
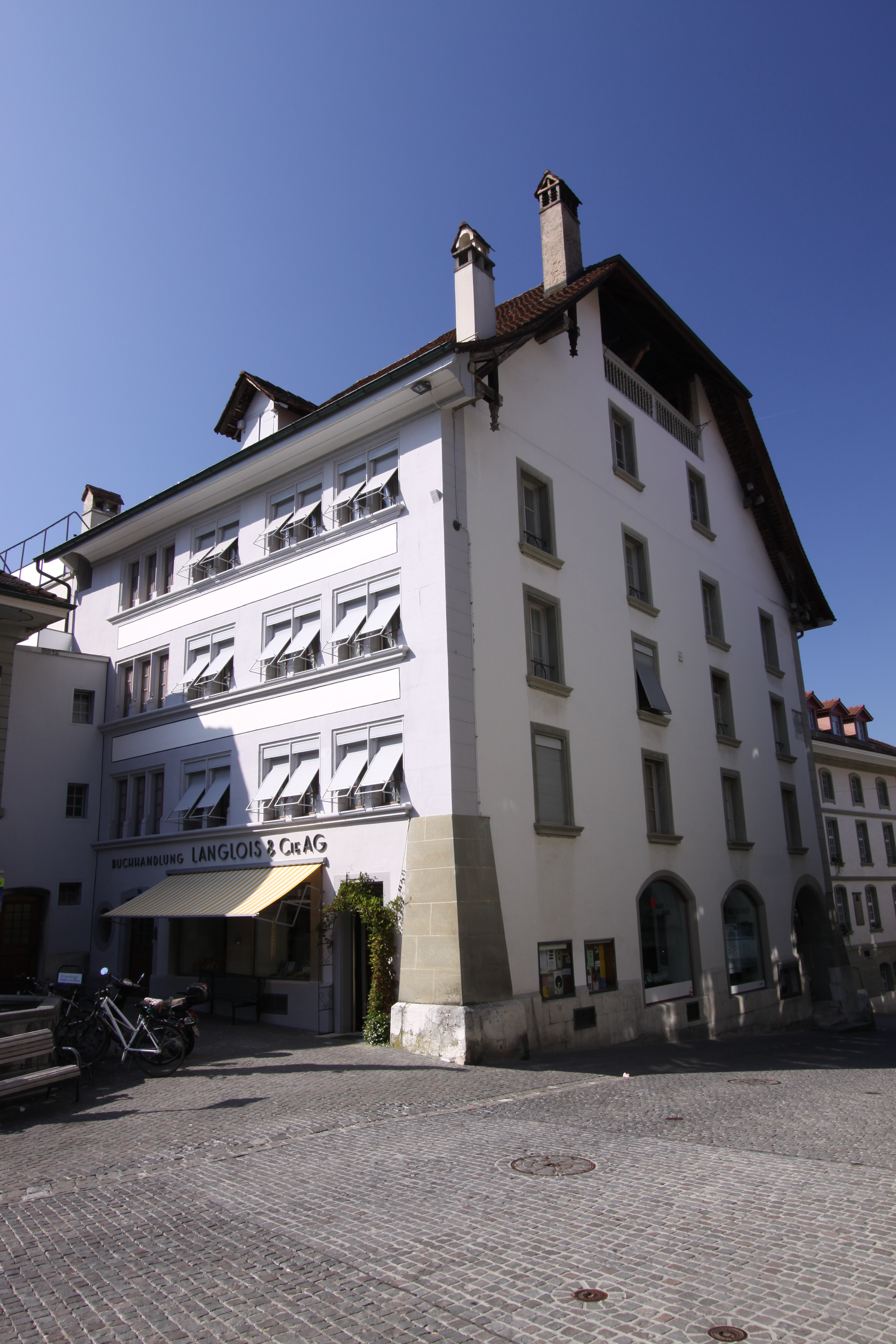
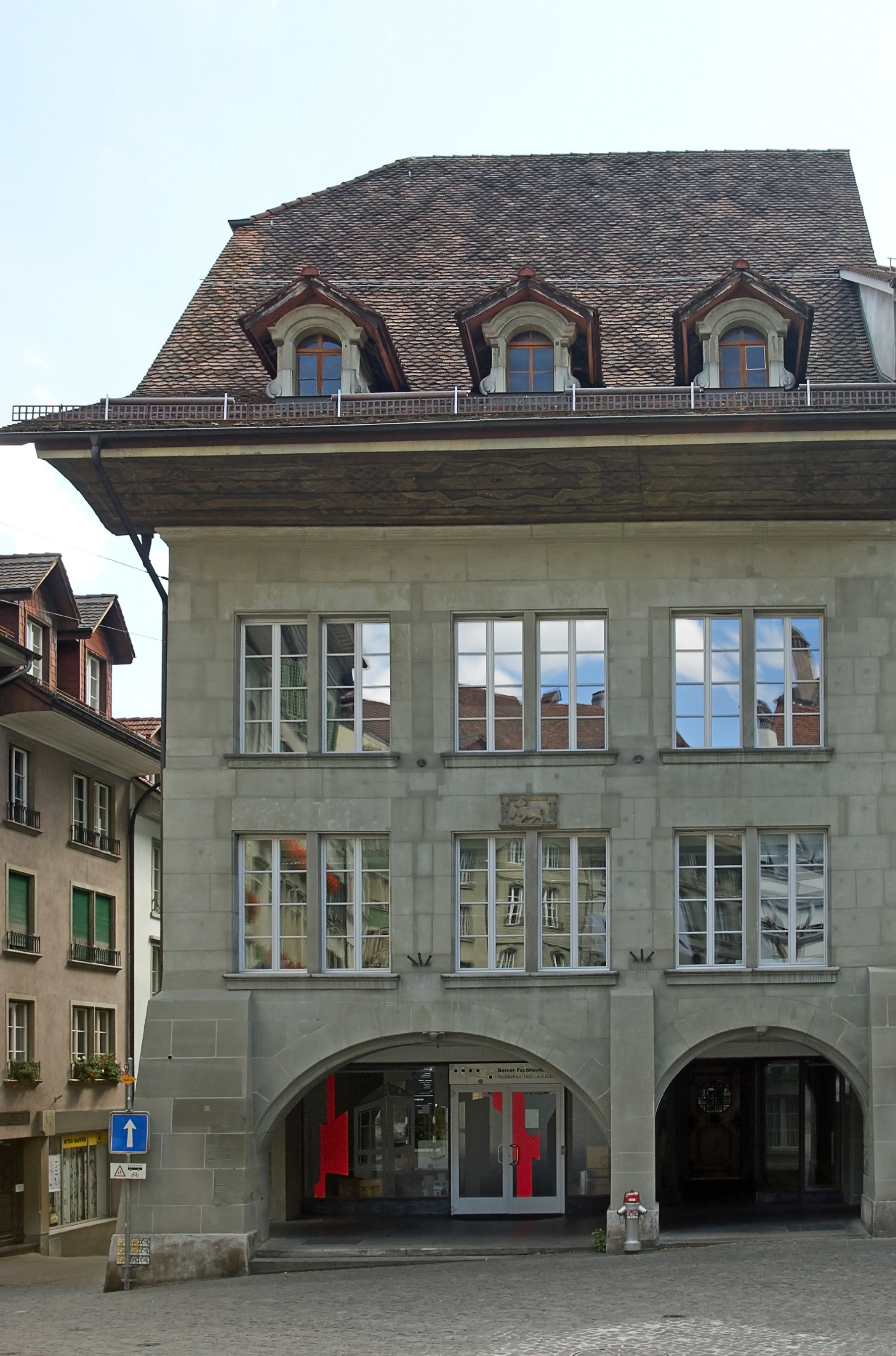
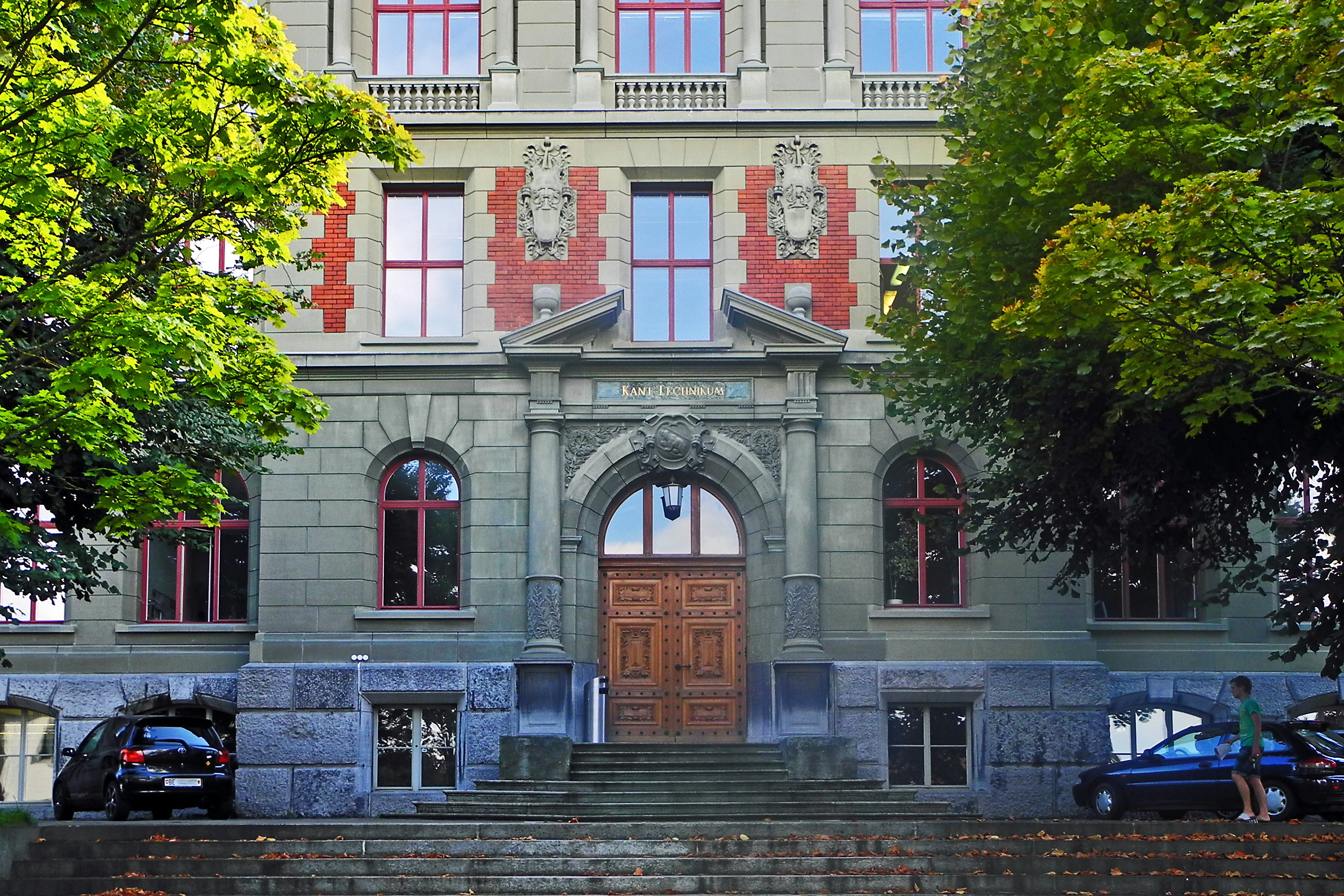
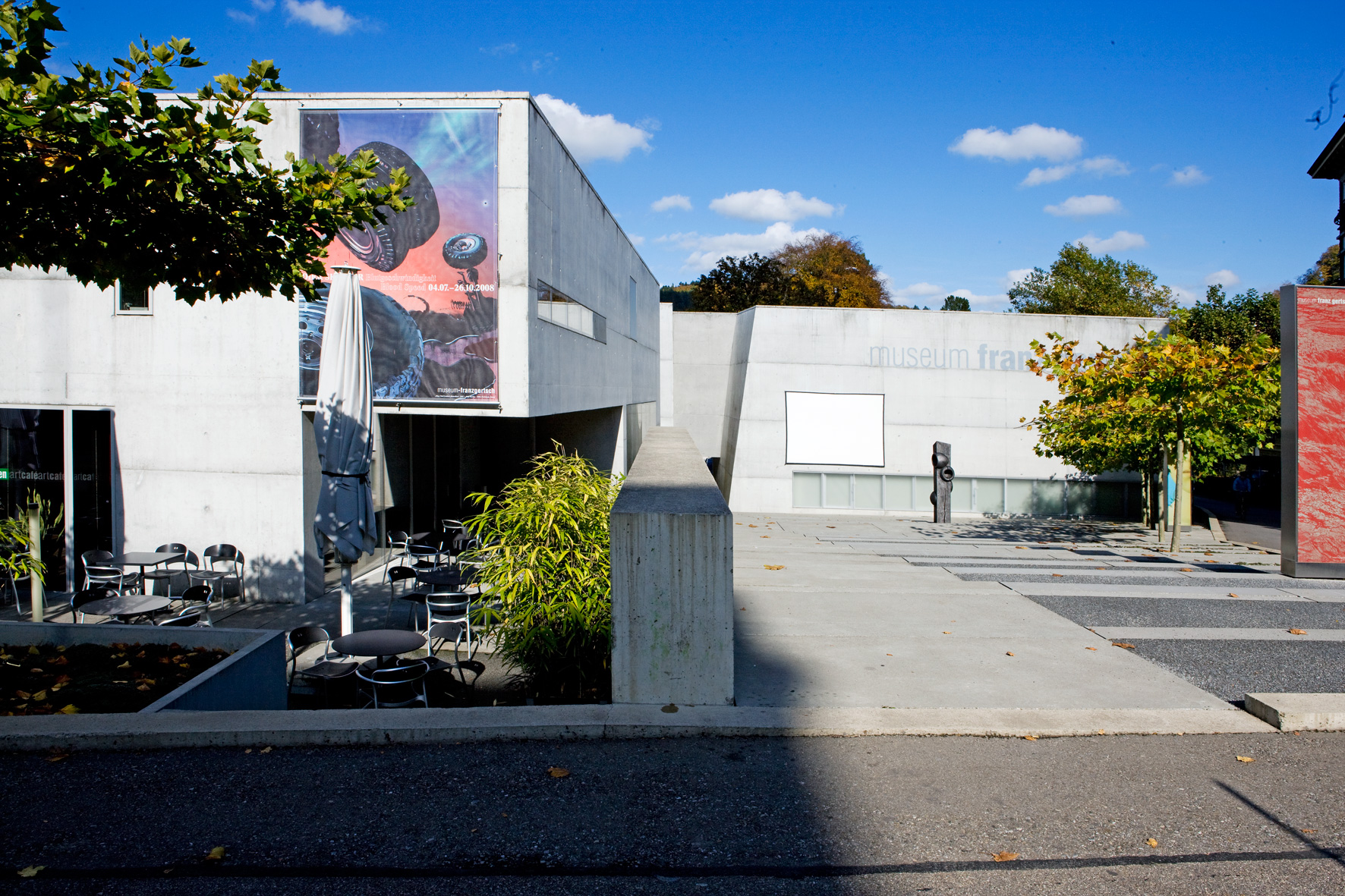
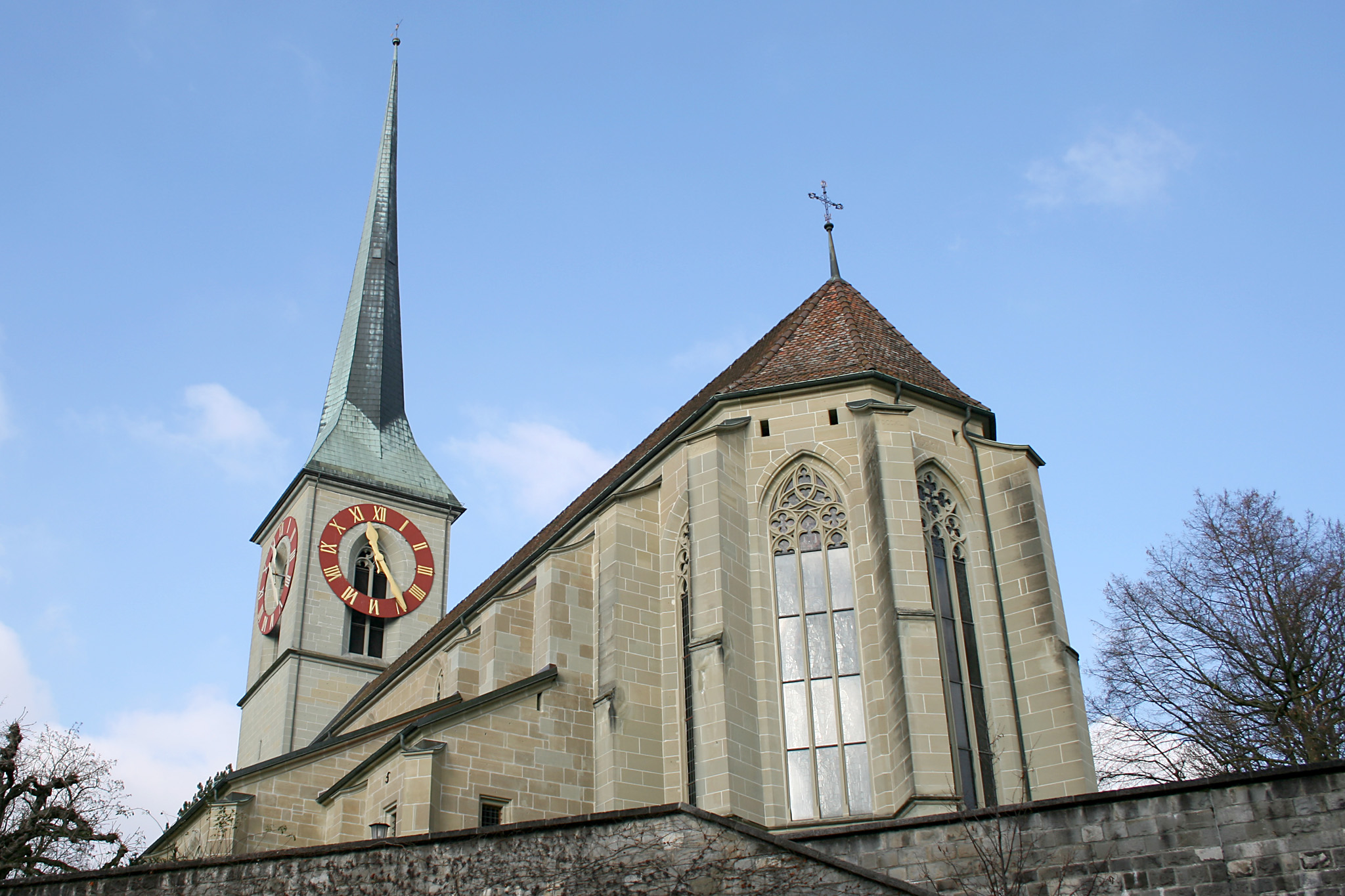
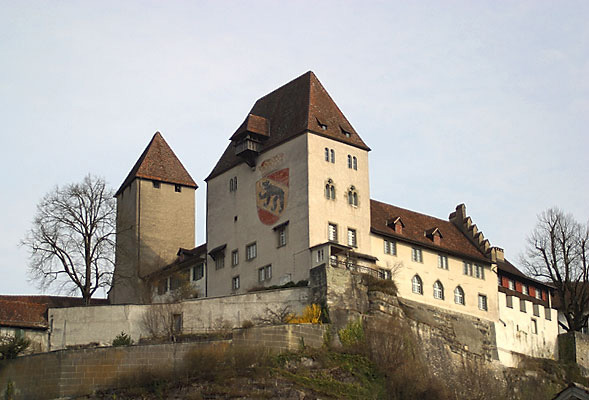
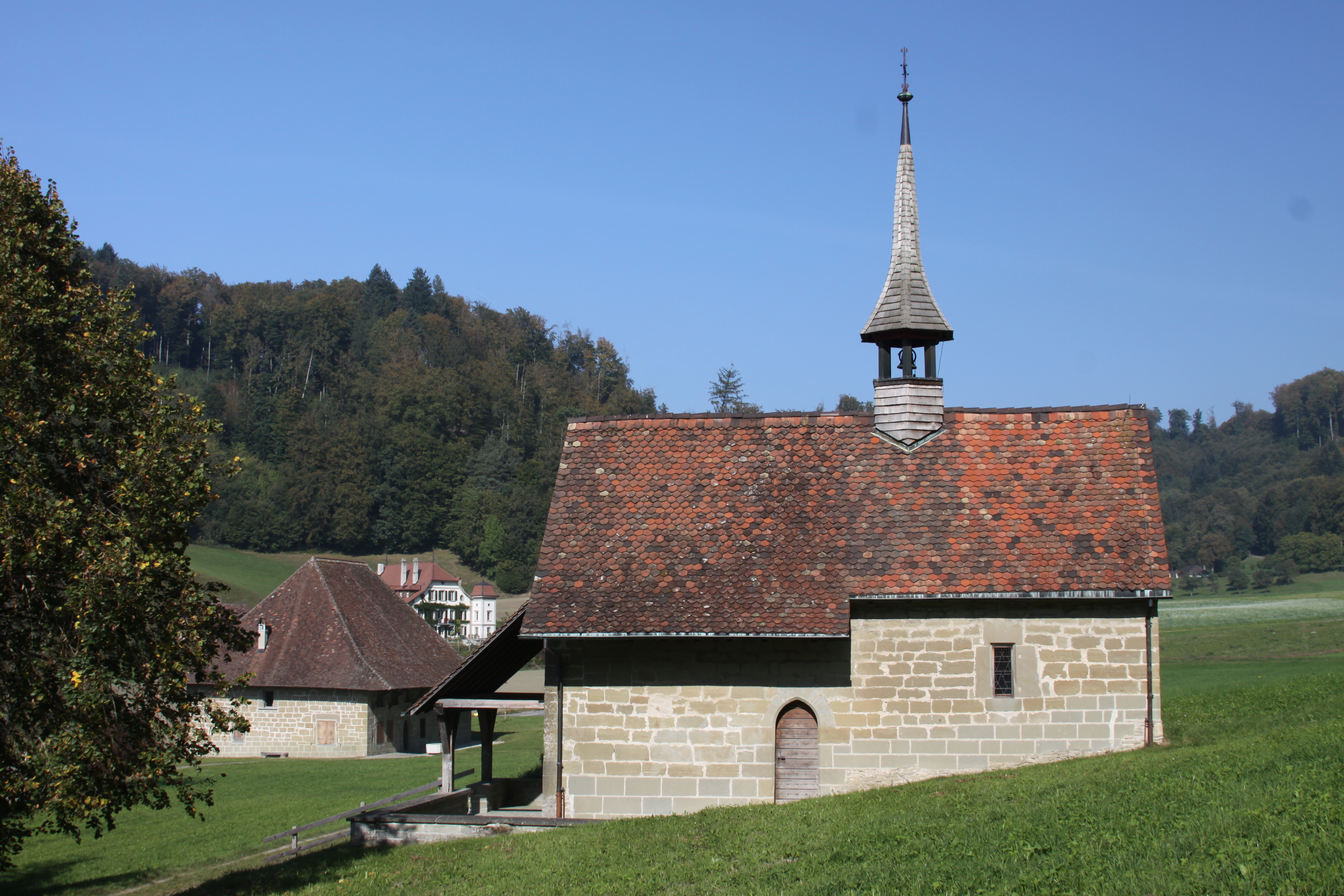
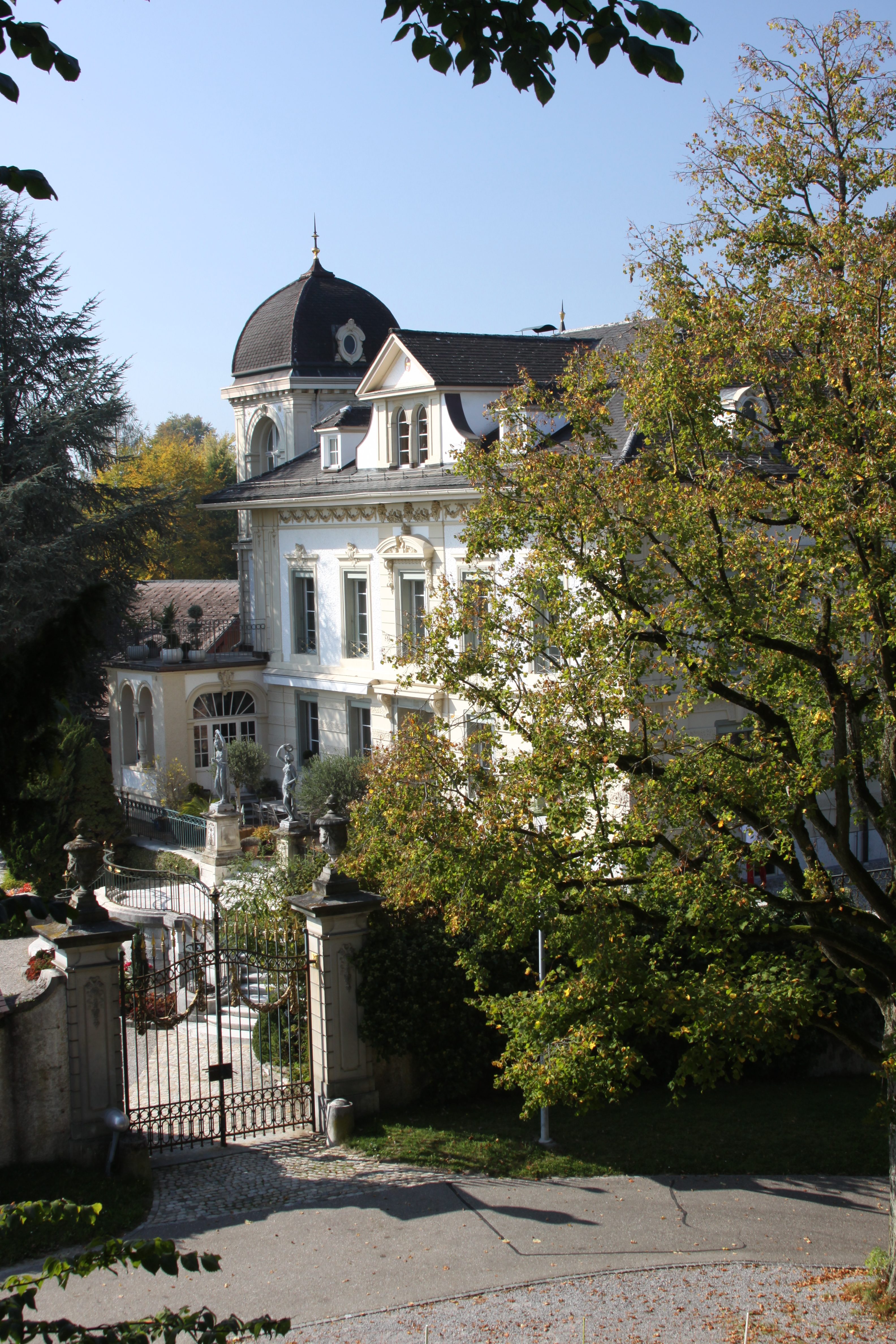
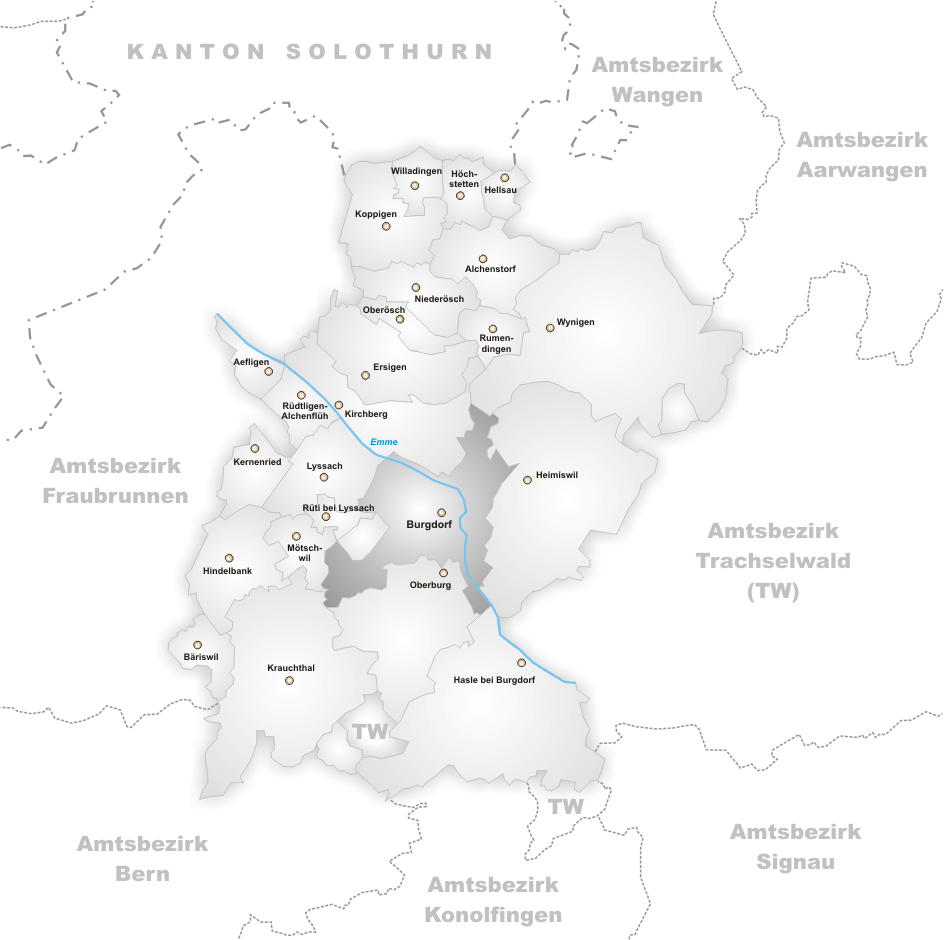